# Bouwkundige Bijdragen
Bouwkundige Bijdragen is een voormalig architectuurtijdschrift uitgegeven als orgaan van de Maatschappij tot Bevordering der Bouwkunst.
Het tijdschrift werd opgericht in 1842, dat tevens het oprichtingsjaar was van de Maatschappij tot Bevordering der Bouwkunst. Doel van het tijdschrift was het informeren van iedereen die zich bezighield met civiele techniek: niet alleen architecten, ingenieurs en aannemers, maar ook bouwvakkers, zoals metselaars, stukadoors en timmerlui. Het tijdschrift was het eerste in zijn soort in Nederland. Er bestonden wel buitenlandse bouwkundige tijdschriften, maar die vonden in Nederlands nauwelijks ingang. Hierdoor dreigde Nederland op bouwkundig vlak achterop te raken. De Bouwkundige Bijdragen bestond uit vijf afdelingen: 1. beschrijvingen van uitgevoerde bouwwerken, 2. besprekingen van nieuwe uitvindingen, 3. bijdragen over de geschiedenis en de regels van de bouwkunst, 4. kritische beschouwingen over uitgevoerde bouwwerken en 5. overige bijdragen, inclusief bijdragen over militaire techniek, zoals water- en vestingwerken.